# Гашенко, Евгений Иванович
Евгений Иванович Гашенко (укр. Євген Іванович Гашенко; род. 30 сентября 1981, Николаев) — украинский актёр, телеведущий и сценарист. Участник проектов «Дизель Студио» (скетч-ком «На троих», концертное шоу «Дизель Шоу»).

## Биография
Родился 30 сентября 1981 года в Николаеве. Окончил Николаевский городской филиал Киево-Могилянской академии (факультет экономики и финансов).
В 2000 году вместе с Егором Крутоголовым и Михаилом Шинкаренко создают команду КВН «Дизель».
Команда «Дизель» выступала в нескольких лигах КВН (5 место в 1/8 в сезоне Высшей лиги КВН 2005 года, участие в сезоне 2004 года «Голосящий КиВиН», 4 место в 1/8 Высшей лиги КВН 2003), участие в Евролиге в Беларуси. 
В 2009 году он снялся в украинском фильме «Как казаки». Когда команда «Дизель» перешла в телевизионный формат, времени на большое кино осталось меньше. Их первый проект отнимал много сил и времени. Помимо «Дизель Шоу», было основано «Дизель Студио». Под её именем стали выпускаться различные проекты.
В 2013 году вместе с Михаилом Шинкаренко, Егором Крутоголов и Александром Бережок стал автором и актёром первого собственного проекта — 20-серийного скетч-шоу «Путёвая страна» для телеканала ICTV.
В 2015 году Егор Крутоголов вместе с Михаилом Шинкаренко, Александром Бережком и Алексеем Бланарем создают юмористический проект «Дизель Шоу», премьера которого состоялась 24 апреля в Киеве в Международном центре культуры и искусств (Октябрьский дворец). Евгений Гашенко — один из актёров этого шоу, воплощающий на сцене самые разнообразные образы.
Вернуться к кино Гашенко удалось только в 2015 году. Он стал сценаристом и актером комедийного ситкома «На троих». Шоу закончилось в 2018 году. В этом же году Гашенко снялся в главной роли в сериале украинского производства «Папаньки». А в 2019 году он снялся в небольшой роли в «Выжить любой ценой». Это действительно было киношное время в жизни Гашенко. Также он был ведущим рубрики «Дизель Утро». Это была ежедневная рубрика на утреннем шоу телеканала ICTV «Утро в большом городе». Эту рубрику ребята придумали самостоятельно.

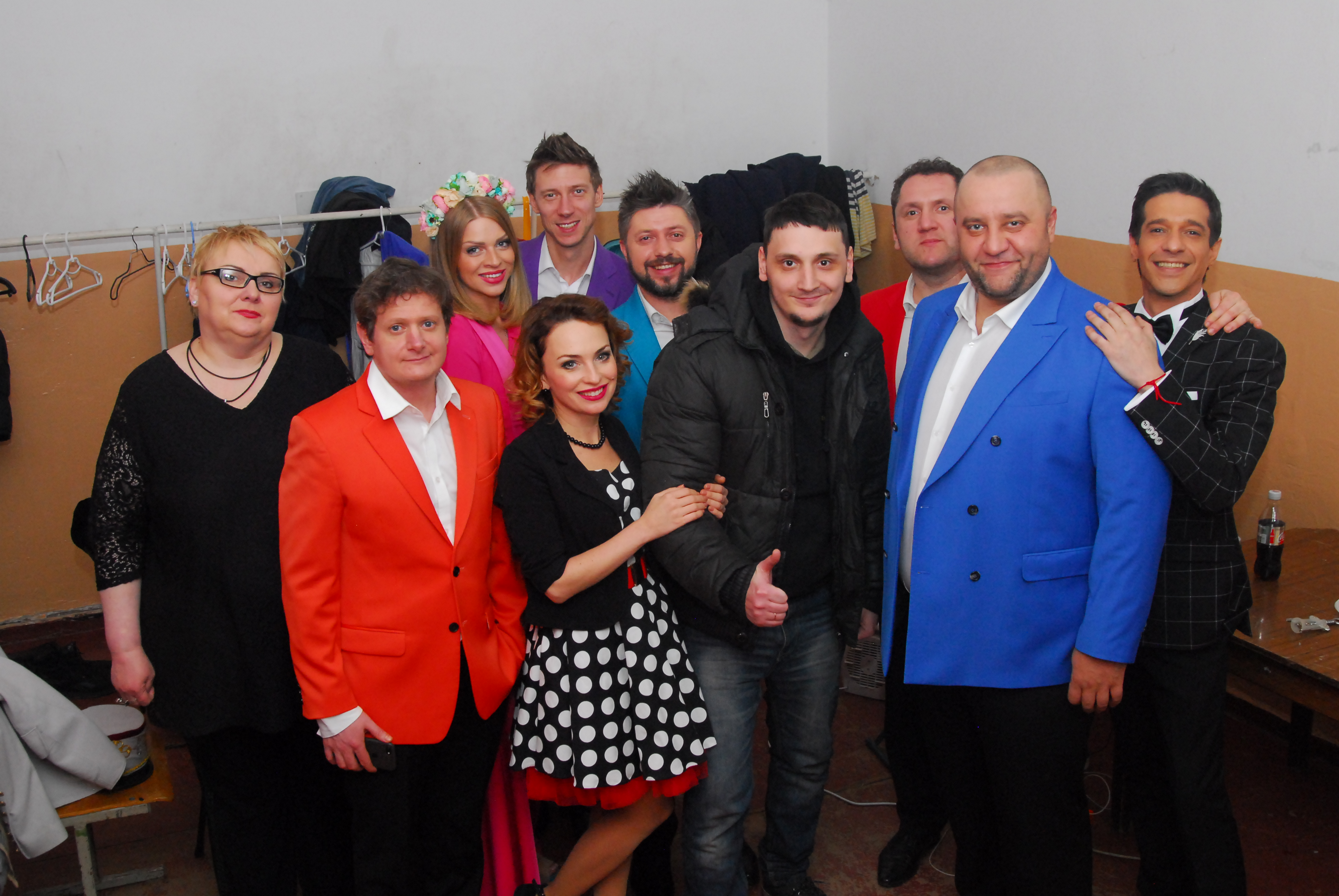
Актёры «Дизель Шоу»

Также Евгений является ведущим рубрики «Дизель Утро» в эфире утреннего телевизионного шоу «Утро в Большом городе» на телеканале ICTV. Это собственная разработка команды «Дизель Студио». Постоянными ведущими «новостей, приближающих выходные» является Виктория Булитко, Александр Бережок и Евгений Гашенко. Периодически к ним присоединяются коллеги Евгений Сморигин, Егор Крутоголов и Яна Глущенко (ранее — Олег Иваница и ныне покойная Марина Поплавская).

## Кино и телепроекты
- 2019 — Выжить любой ценой — бармен
- 2018 — Папаньки — главная роль
- 2015 — 2018 — На троих — автор, актёр
- 2013 — Бедная LIZ — сержант Кругликов
- 2009 — Как казаки… — адъютант
- 2007 — Сильнее огня — Гоша

## Семья
- Жена — Ольга, дизайнер одежды. В браке с 2013 года[1].
- Сын — Иван (род. 2016)[2][3].
- Родители — потомственные врачи.